# Queen Anne's Men
Queen Anne's Men, ou os Queen's Men (Os homens da Rainha), foi uma companhia de teatro da época jacobina.
O grupo se formou ao subir ao trono Jaime I, em 1603, e recebem o nome de sua patrona, a esposa de Jaime, Ana de Dinamarca. Combinava duas companhias preexistentes: os Oxford's Men e os Worcester's Men. Entre seus membros mais destacados estava Christopher Beeston, seu diretor, e Thomas Heywood, o ator e dramaturgo que escreveu muitas de suas obras, inclusive The Rape of Lucrece (A violação de Lucrécia) (impressa em 1608) e The Golden Age (A Idade de Ouro) (impressa em 1611). William Kempe acabou sua carreira com esta companhia, ainda que tenha morrido entre 1607 e 1608.